# Metodo Pizzigoni
Il Metodo Pizzigoni è un metodo sperimentale fondato dalla pedagogista italiana Giuseppina Pizzigoni.
Le attività didattiche sono caratterizzate da esperienze concrete e vissute e portano allo sviluppo della personalità del bambino. Dunque, questa metodologia favorisce il continuo contatto dell’alunno con la realtà e il mondo esterno.
La scuola ha una particolare struttura con costruzioni apposite (finestre-porte, giardino, orto, laboratorio) che permettono al bambino di essere sempre in uno stato di esplorazione immerso nella natura. 